# Суперкубок Сектора Гази з футболу
Суперкубок Сектора Гази з футболу — одноматчевий футбольний клубний турнір у Палестині в Секторі Гази. У суперкубку зустрічається чемпіон Сектора Гази та переможець кубку Сектора Гази минулого сезону.

## Фінали
| Сезон | Переможець            | Фіналіст         | Рахунок       |
| ----- | --------------------- | ---------------- | ------------- |
| 2000  | Аль-Іттіхад (Шуджаія) | Хадамат (Рафах)  | 2–1           |
| 2013  | Шабаб (Рафах)         | Аль-Садака       | 1–0           |
| 2014  | Шабаб (Рафах)         | Хадамат (Рафах)  | 1–0           |
| 2015  | Аль-Іттіхад (Шуджаія) | Шабаб (Хан Юніс) | 3–0           |
| 2016  | Хадамат (Рафах)       | Шабаб (Хан Юніс) | 3–1           |
| 2017  | Шабаб (Рафах)         | Аль-Садака       | 1–1 пен. 6–5  |
| 2018  | Шабаб (Рафах)         | Шабаб (Хан Юніс) | 0–0 пен. 5–3  |
| 2019  | Аль-Іттіхад (Шуджаія) | Хадамат (Рафах)  | 1–1 пен. 4–3  |
| 2020  | Шабаб (Рафах)         | Хадамат (Рафах)  | 0–0 пен. 4–3  |
| 2021  | не проводився         | не проводився    | не проводився |

## Титули за клубами
| Команда               | Перемоги | Роки перемог                 |
| --------------------- | -------- | ---------------------------- |
| Шабаб (Рафах)         | 5        | 2013, 2014, 2017, 2018, 2020 |
| Аль-Іттіхад (Шуджаія) | 3        | 2000, 2015, 2019             |
| Хадамат (Рафах)       | 1        | 2016                         |